# 諾克斯鎮區 (愛荷華州克拉克縣)
諾克斯鎮區（英語：Knox Township）是位於美國愛荷華州克拉克縣的一個行政鎮區。

## 地方資料
根據2010年美國人口普查的數據，諾克斯鎮區的面積為91.10平方千米，當中陸地面積為99.93平方千米，而水域面積為0.17平方千米。當地共有人口202人，而人口密度為每平方千米2.22人。